# Ur-Paarl
L’Ur-Paarl nach Klosterart è un tipo di pane originario della Val Venosta in Alto Adige, variante, considerata la più antica, del tipico Vinschger Paarl. 
Il nome significa letteralmente "l'originario pane di segale doppio alla maniera del convento".